# Alain Kirili
Alain Kirili (né Alain Lessel le 29 août 1946 à Paris 3e et mort à New York le 18 mai 2021) est un artiste, connu pour ses sculptures post-minimalistes et abstraites en fer forgé et pour ses sculptures publiques monumentales. Il a exposé ses œuvres régulièrement en Europe et aux États-Unis dans des musées, galeries et espaces publics. Différents historiens d’art français et américains tels que Thierry Dufrêne, Robert C. Morgan, Robert Rosenblum et Kirk Varnedoe ont publié des textes critiques à propos de ses sculptures. Alain Kirili vit et travaille entre Paris et New York.

## Biographie
Alain Kirili est né à Paris. À dix-neuf ans, il visite pour la première fois les États-Unis, inspiré par les sculptures de David Smith, notamment Cubi XVII et Cubi XIX, exposées au Musée Rodin à Paris en 1965. Il y découvre les collections des grands musées de New York, Washington, Baltimore, Philadelphie, Chicago et Detroit. Kirili se passionne pour l’Expressionnisme abstrait et particulièrement pour l’œuvre de Barnett Newman, qui devient une influence majeure dans son évolution.
 À Paris, Kirili suit des cours de calligraphie (1966) avec le peintre coréen Ungno Lee (1904-1989). Vers la fin des années 1960, il entre en contact avec Roland Barthes et les membres du groupe Tel Quel, Philippe Sollers et Julia Kristeva en particulier avec qui l’artiste commence à nouer un dialogue et une amitié.
 Sa première exposition personnelle est organisée en 1972 par la Galerie Sonnabend à Paris, accompagnée d’un catalogue du poète et critique Marcelin Pleynet. Kirili y présente Sans titre (1972, feuilles de zinc découpées à froid) parmi d'autres œuvres,.  La même année, sa galeriste Ileana Sonnabend le présente à Robert Rauschenberg qui l’introduit par la suite dans la scène artistique de New York.
 À partir de cette date, Kirili expose régulièrement à la Galerie Sonnabend à Paris et à Genève. Il fallut attendre l’année 1976 pour voir ses œuvres exposées à New York, notamment à l’Institute for Art and Urban Resources (aujourd’hui MoMA PS1) et à la Clocktower Gallery dans le Lower Manhattan à New York.
 L’année 1977 est marquée par deux événements majeurs, à savoir sa participation à la documenta 6 à Cassel et sa rencontre avec la photographe Ariane Lopez-Huici qu’il épouse quelques mois plus tard.

En 1978, à l’occasion d’un voyage en Inde, Kirili est interpellé par le concept hindou du yoni-lingam dont la dimension sculpturale et spirituelle aura des répercussions sur ses propres recherches. Dans son article Lingaistics, paru dans Art in America en 1982, il évoque plus particulièrement l’aspect sexué et répétitif de ces objets de culte abstraits et hautement symboliques.
 La même année, la Galerie Sonnabend monte son exposition personnelle à New York avec une série de sculptures en fer forgé. Un an plus tard, le Museum of Modern Art (MoMA) acquiert pour la première fois une œuvre de Kirili, Indian Curve (1976), et l’artiste s’installe à New York avec sa femme.
En 2008, lors d’une exposition au musée de l’Orangerie, Dalila Khatir (modèle capital du travail d’Ariane Lopez-Huici participe à une performance musicale avec Jérôme Bourdellon, Roscoe Mitchell, Thomas Buckner de laquelle naîtra un album produit par le Label Mutable Music intitulé Kirili et les Nymphéas.

## Œuvre

### Premières sculptures en fer forgé

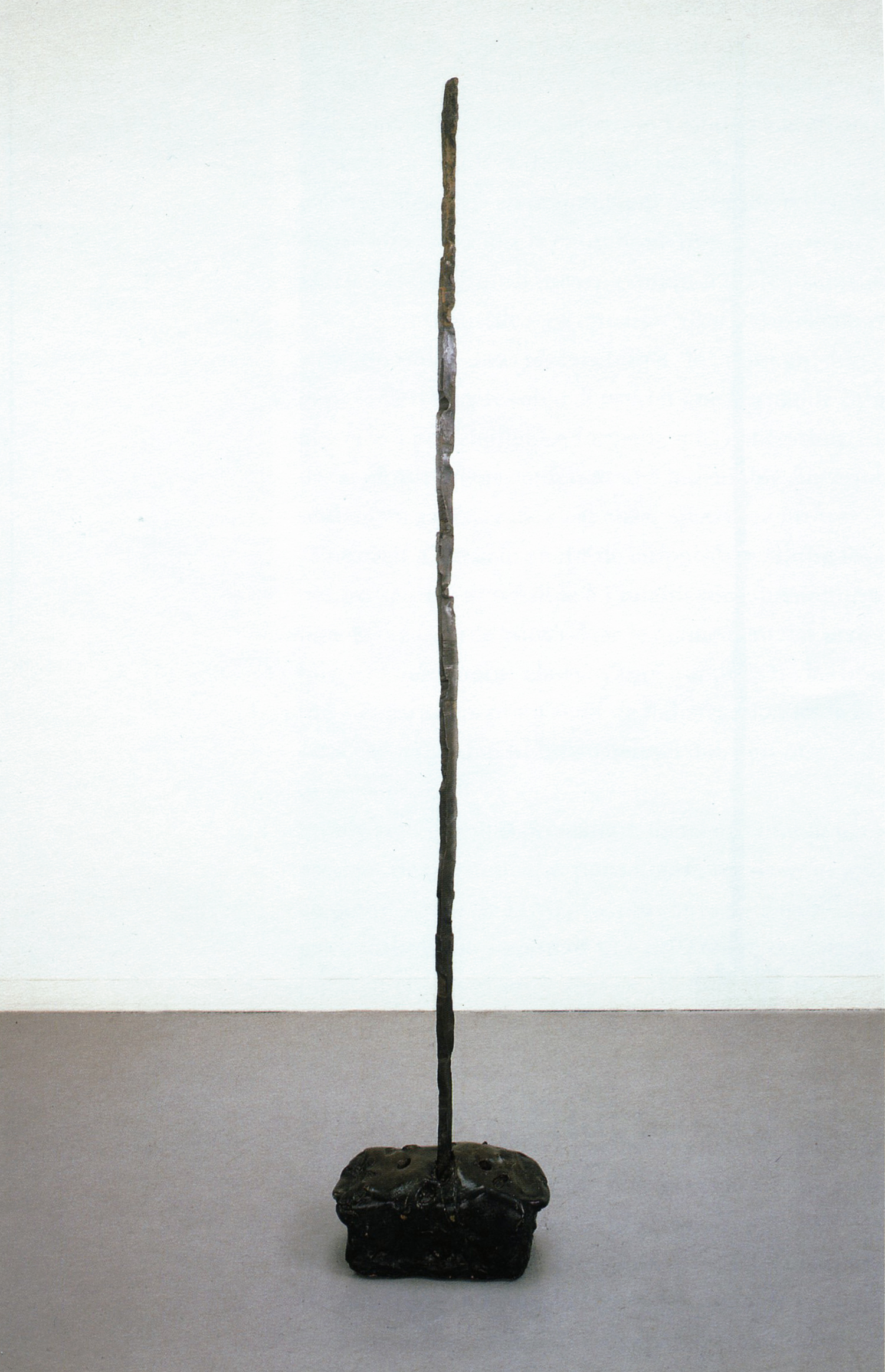
Messager (1976)

Messager, 1976, est une des premières œuvres en fer forgé de l’artiste. Elle consiste en une tige de métal filiforme qui se dresse sur son socle en bronze modelé. Par sa qualité tactile et sa dimension spirituelle, cette œuvre s’écarte des tendances alors prééminentes de l’art conceptuel. L’historien d’art Robert Rosenblum perçoit dans cette sculpture une force verticale, qui rappelle les peintures de Barnett Newman et inspire une présence spirituelle plutôt que matérielle.
La question de la verticalité est en effet centrale dans l’œuvre de Kirili. Mais sa conception de l’œuvre participe aussi de l’idée de circonvolution et d’incarnation comme il l’affirme dans un entretien avec Philippe Piguet en 2012.
 Sa série en fer forgé, dont la première pièce est exposée à l’Institute for Art and Urban Resources (PS1) à New York, traduit cet intérêt profond pour la verticalité, tout comme Sans titre (1978) et Laocoon II (1978), respectivement dans la Nasher collection, Dallas, et dans le Fonds National d’art contemporain (FNAC), Paris. Longevity (1980), au contraire, étudie les possibilités d’un épanouissement horizontal. L’esthétique de Kirili, selon ses propres termes, est caractérisée par une “simplicité organique”, librement inspirée de l’Expressionnisme abstrait et du Minimalisme sans appartenir pour autant à l’un de ces mouvements.
L’acte de création très rapide (fa presto) de l’artiste, procède tant de l’immédiateté du geste, que de toutes les émotions et pulsions libérées au moment de la création.

### Série desCommandements

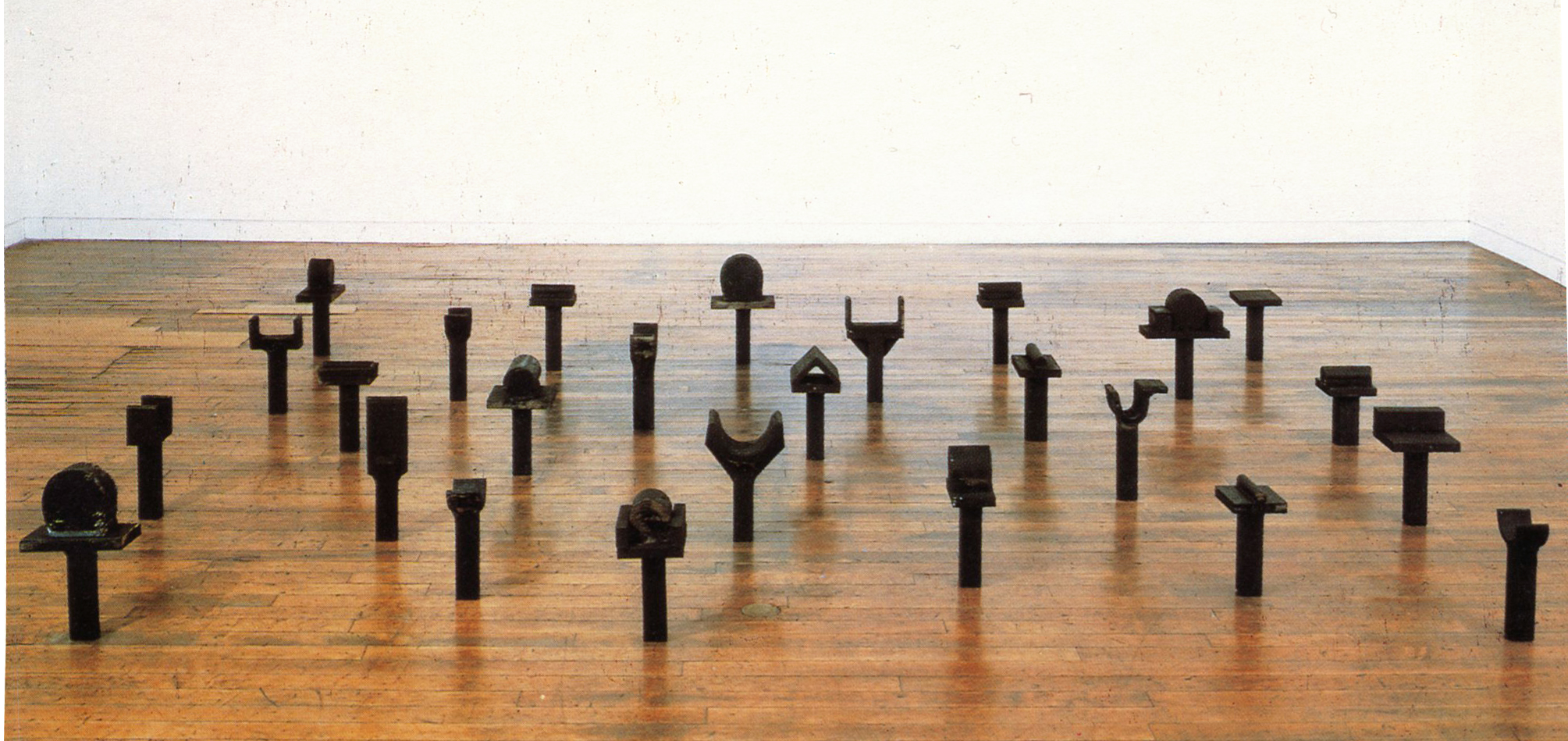
Commandement I (1980)

Commandements est une des séries les plus importantes de Kirili. Composés de formes géométriques distinctes s’élevant à une hauteur de 38 à 90 centimètres, les Commandements ressemblent à des “fontes mystiques” ou encore des ”alphabets abstraits”,,.  Le titre est librement inspiré des Commandements de la Torah dont la légende dit qu’ils sont aussi nombreux que les pépins dans la grenade. D’autre part, les Commandements, comme l’affirme Kirk Varnedoe, abordent la question de la valeur symbolique des formes élémentaires, notamment dans l’univers des glyphes, des signes et des textes, ce qui renvoie non seulement à la fascination de Kirili pour les textes sacrés, mais aussi à ses affinités avec l’entourage de Roland Barthes, Philippe Sollers et Julia Kristeva.
 En 1992, le saxophoniste Steve Lacy donne un concert au milieu d’un Commandement au Thread Waxing Space à New York, initiant une série continue de dialogues et de collaborations entre des musiciens de jazz et les sculptures de Kirili. La plupart de ces collaborations, notamment avec Billy Bang, Thomas Buckner, Roy Campbell, Jr., Roy Haynes, Steve Lacy, Sunny Murray, William Parker, Joe McPhee, Cecil Taylor et avec d’autres musiciens sont documentées dans le livre "Celebrations", paru aux éditions Christian Bourgois en 1997.
 Kirili a créé les premiers Commandements en fer soit forgé, soit découpé au chalumeau. Par la suite, il utilise des matériaux aussi divers que le polystyrène, le fer peint et le ciment pigmenté. Kirili expérimente avec le ciment pigmenté pour créer Commandement, à Claude Monet, qu’il présente en 2007 au Musée de l’Orangerie à Paris dans l’exposition Kirili et les Nymphéas.

Rythmes d’Automne (2012), le plus récent des Commandements, a été commandé par la Ville de Paris et exposé sur le parvis de l’Hôtel de Ville au cœur de Paris. Avec ses éléments moulés dans du ciment pigmenté, Rythmes d’Automne, forme un champ de signes de 600 mètres carrés, où le public est invité à jouer, à dialoguer, à danser et à méditer.

### Un dialogue entre diversité et unité

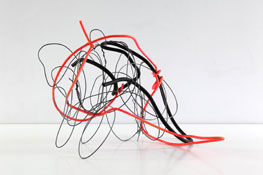
Aria (2012)

Parallèlement à ses recherches sculpturales en fer forgé, Kirili a toujours poursuivi le modelage abstrait en argile. Kirk Varnedoe décrit ces terres cuites comme “intensément manipulées, souvent marquées par leur riche tonalité de couleur chair, investies d’une forme plus féminine et d’une énergie tout à fait différente”, comparées aux œuvres forgées. À partir de 1978, Kirili commence à intégrer des fils et d’autres éléments en fer dans ses sculptures en argile (Adam, 1978). Les premières terres cuites sont présentées dans deux expositions consécutives à côté d’œuvres en fer forgé, à la Galerie Maeght à Paris en 1984 et 1985. La série Ivresse, acquise par le Centre Georges Pompidou à Paris, est emblématique de ses préoccupations esthétiques de cette période,.

Kirili tient en haute estime l’œuvre d'Auguste Rodin, dont il apprécie particulièrement l’aspect charnel voire érotique. En 1985, il est invité à exposer au Musée Rodin. Nudité (1985) est l’une des trois œuvres exposées. Modelée dans de la terre et coulée en bronze, elle est la plus grande sculpture qu’il a créée dans ce médium (plus de deux mètres de haut). Sa surface est intensément modelée et reflète, selon l’historienne d’art Paula Rand Hornbostel, malgré ses apparences abstraites, ce plaisir de rendre la chair.

L’œuvre Générations, exposée également au Musée Rodin, traduit un état d’esprit tout à fait différent. Initiée en 1984 et conçue comme une série de sculptures-tables, Générations articule, selon Kirk Varnedoe, un déploiement complexe de sculptures plus petites, des pièces tirées de la série Commandements, avec des œuvres de fer martelé de dimensions diverses. Réunies dans une composition aux allures hétérogènes, ces formes familières génèrent un dialogue entre diversité et unité à la recherche d’un équilibre.

Kirili entame une nouvelle phase d’expérimentation en 1986 en travaillant l’aluminium. “Soumis à des températures extrêmement élevées”, écrit Julia Kristeva à propos d’une de ces œuvres en aluminium (Oratorio, 1988), “le métal s’effrite et s’épanouit sous mes yeux, il devient poudreux, il fond ou, au contraire, se cristallise.” Kirili fait émerger de l’aluminium une forme expressionniste qui évoque des fluorescences et dont l’aspect velouté alterne avec un aspect métallique. La première série de sculptures en aluminium forgé, dont King I (1986) et Symphonie des Psaumes (1988), est exposée en 1993 au Musée d’art moderne de Saint-Étienne. 

À partir de 2008, Kirili va au-delà du modelé abstrait en utilisant de nouveaux matériaux tels que le fil de fer et le caoutchouc. Travaillés ensemble, ils permettent la création de compositions rythmiques et polychromes que Kirili perçoit comme des dessins dans l’espace. Ces sculptures en fil (série Aria), de par leur résonance avec les peintures tardives de Hans Hartung, ont donné lieu à une exposition dialogique en deux parties en 2012/2013: à la Fondation Hartung Bergman et au Musée Picasso d’Antibes.

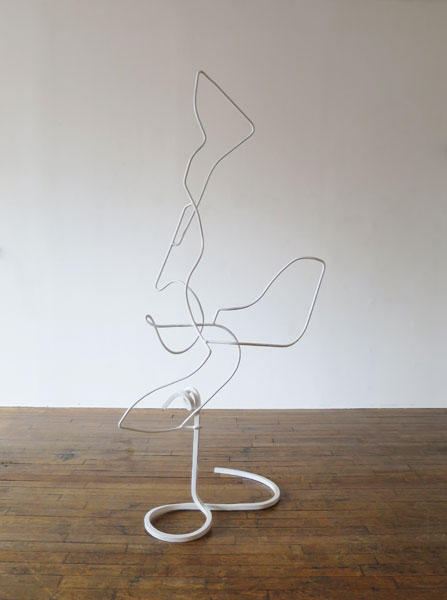
In the Round in White I (2015)

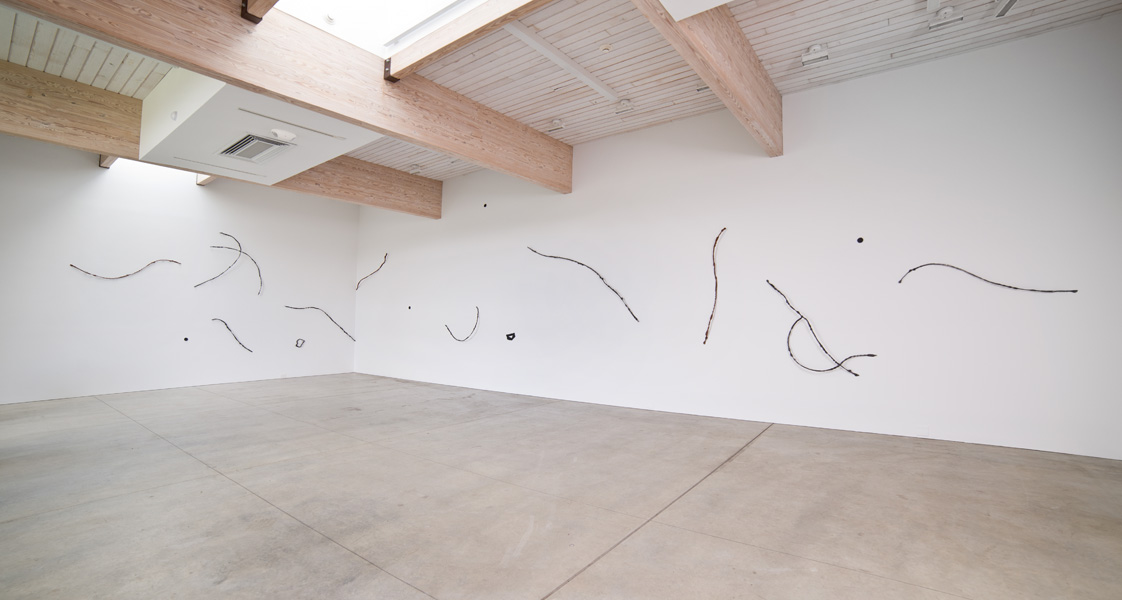
La Vague (2015)

"La Vague" (2015) exposée à Art OMI International Arts Center à Ghent, NY (2015) fait partie d'une série récente de calligraphie en fer : des éléments de fer forgé installés sur un mur de 18m en longueur.
“Kirili a toujours défendu l’importance du geste créateur, de l’effort déployé par le corps de l’artiste lors de l’exécution d’une œuvre : « pour moi le geste est essentiel», « la force, c’est l’énergie humaine». Pour lui, l’art exigeant la dépense pulsionnelle la plus importante est sans nul doute la calligraphie. Et comme dans la calligraphie, toute sa création se fait à partir de gestes libres et rapides, sans corrections ; de même, le résultat s’affranchit de la figuration et l’ensemble vise à former une écriture dans l’espace. Il résume : « Je suis un calligraphe dans la pierre, dans la terre, je suis un calligraphe dans le fer. »" - Sabrina Dubbeld
Alain Kirili expose des sculptures en plâtre dans "Rodin: L'exposition du centenaire" au Grand Palais à Paris (2017).

### Sculptures publiques monumentales

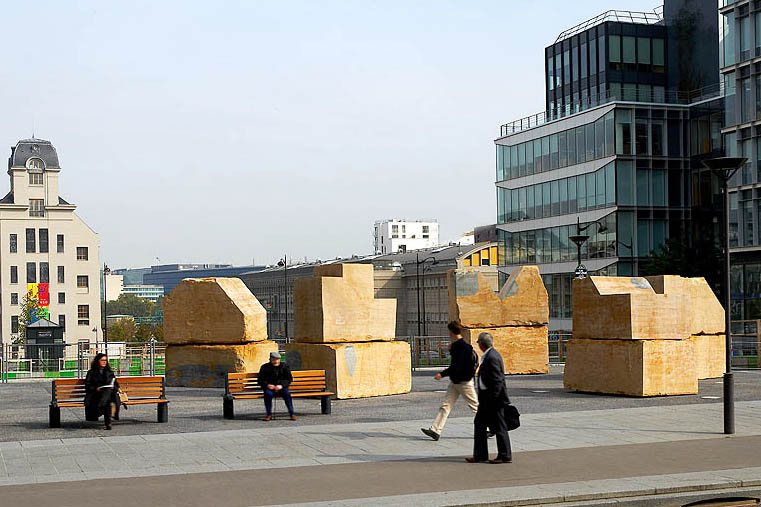
Hommage à Charlie Parker (2007)

La question de l’échelle, écrit Kirk Varnedoe en 1985, est pour Kirili d’une importance cruciale. Les sculptures de Kirili et notamment celles de plein air peuvent en effet revêtir  des dimensions monumentales. Grand Commandement Blanc (1986; Jardin des Tuileries, Paris) en est la première. En 1992, il inaugure une série de sculptures modulaires composées de blocs géants de pierre de Bourgogne, dont Résistance (2011) est la plus récente. Le titre s’inspire d’une maxime des résistants français que l’artiste a adoptée et selon laquelle “la création est un acte de résistance et la résistance est un acte de création”. Commandée par la Ville de Grenoble, Résistance est composée de sept éléments bipartites en pierre de Bourgogne rose, chaque élément mesurant environ 260 x 110 x 150 cm,.
Deux autres commandes publiques sont installées de façon permanente en France, notamment Improvisation (Tellem), 2000, à Dijon (Université de Bourgogne) et Hommage à Charlie Parker, 2007, à Paris, (place Robert-Antelme, au coin de l’avenue de France et de la rue des Grands-Moulins) . 
Ces sculptures, que Thierry Dufrêne qualifie de “drippings géants”, sont libres de toute composition préétablie et naissent d’un geste monumental, spontané, libre et rapide.
“Rythmes d’automne est le dernier venu dans la série des Commandements qu’Alain Kirili a initiée en 1979-1980. C’est une série open form qui est devenue au fil du temps une des plus fécondes dans l’œuvre du sculpteur. Kirili a rappelé que son premier Commandement correspondait à son arrivée à New York en 1979 où il rêvait de s’inscrire dans la famille des grands artistes abstraits comme Jackson Pollock –auquel justement il rend hommage avec la pièce de l’hôtel de ville de Paris- ou Barnett Newman.” – Thierry Dufrêne

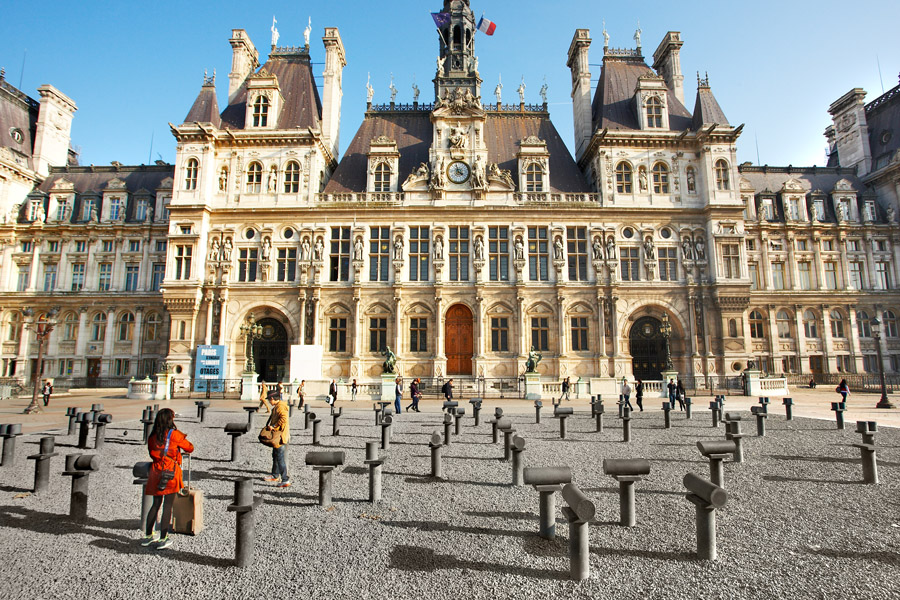
Rythmes d'Automne (2012)

### Expositions (sélection)
Alain Kirili a exposé essentiellement aux États-Unis et en Europe. Ses sculptures ont été présentées dans de nombreuses expositions de musées, parmi lesquels: Institute of Art and Urban Resources, PS1 (1976), Museum Haus Lange, Krefeld (1978), Dallas Museum of Art, Dallas (1981), Association d'art de Francfort (1982), Musée Rodin, Paris (1985), Brooklyn Museum, New York (1991), Musée de Grenoble (rétrospective, 1999), IVAM, Valence (2003), Musée d'Orsay, Paris (2006), Musée de l'Orangerie, Paris (2007), Musée des Beaux-Arts de Caen (2013), La Cohue, musée de Vannes, France (2014), et Le Grand Palais, Paris, France (2016).
Il a exposé également dans des galeries privées, dont : Sonnabend Gallery Paris, Genève, New York (1972-1982), Galerie Beyeler, Bâle (1980), Galerie Adrien Maeght, Paris (1984, 1985), Holly Solomon Gallery, New York (1987, 1990), Galerie Templon, Paris (1989-1996), Marlborough Gallery, New York (1998-2000), Galerie Akira Ikeda, New York, Berlin, Tokyo (2012, 2014), Galerie Pièce Unique, Paris (2013), et Hionas Gallery au Lower East Side, New York, NY (2016).
Alors que plusieurs de ces expositions étaient conçues comme un dialogue avec un artiste historique (par exemple Jean-Baptiste Carpeaux, Auguste Rodin, Claude Monet), Kirili a exposé également à côté d’artistes contemporains comme Larry Bell, John Chamberlain, Ron Gorchov, Mark di Suvero, Richard Serra, Joel Shapiro ou Frank Stella.

## Galerie d'œuvres

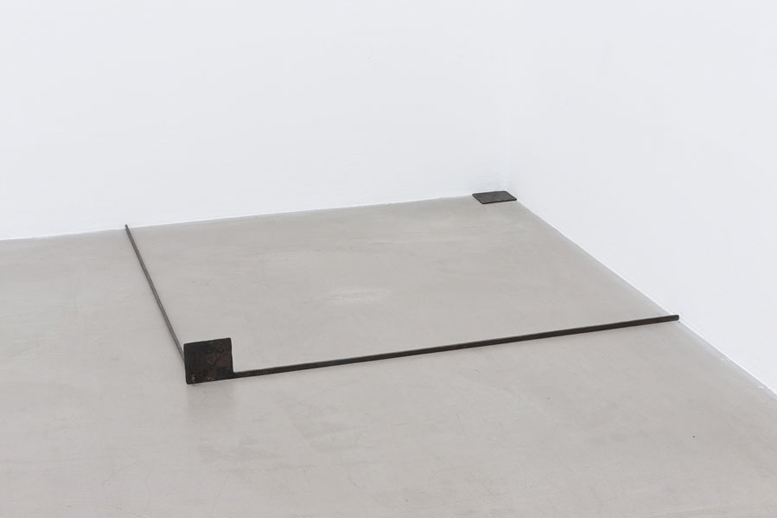
Sans titre (1976)
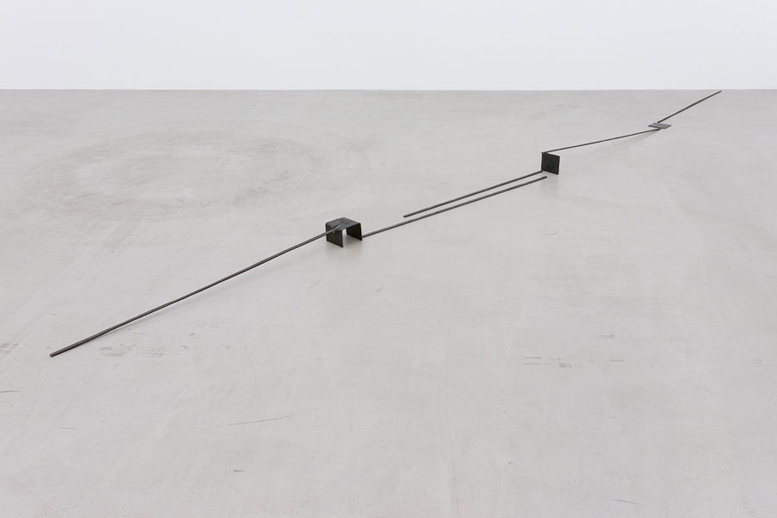
Sans titre (1977)
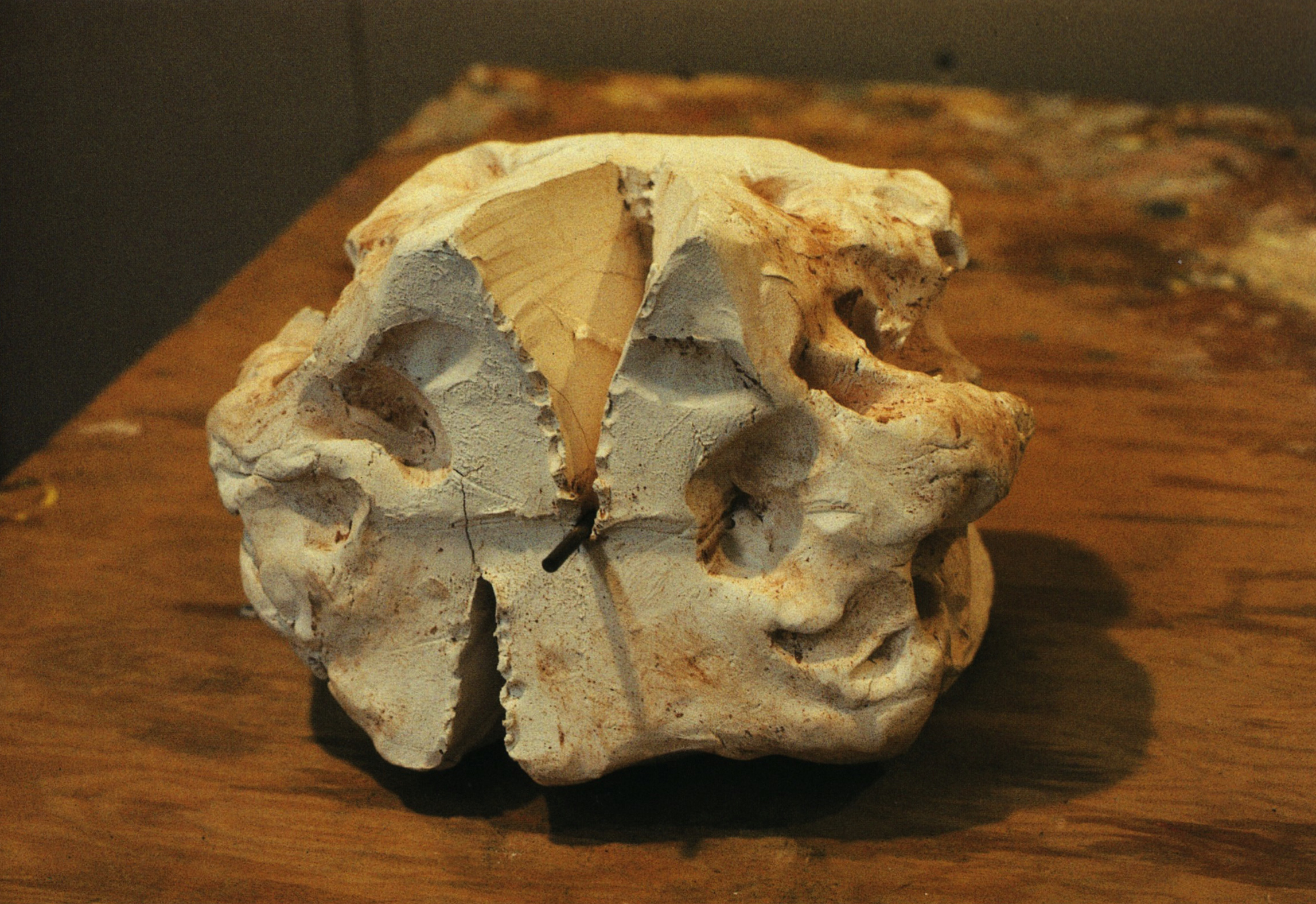
Adam (1978)
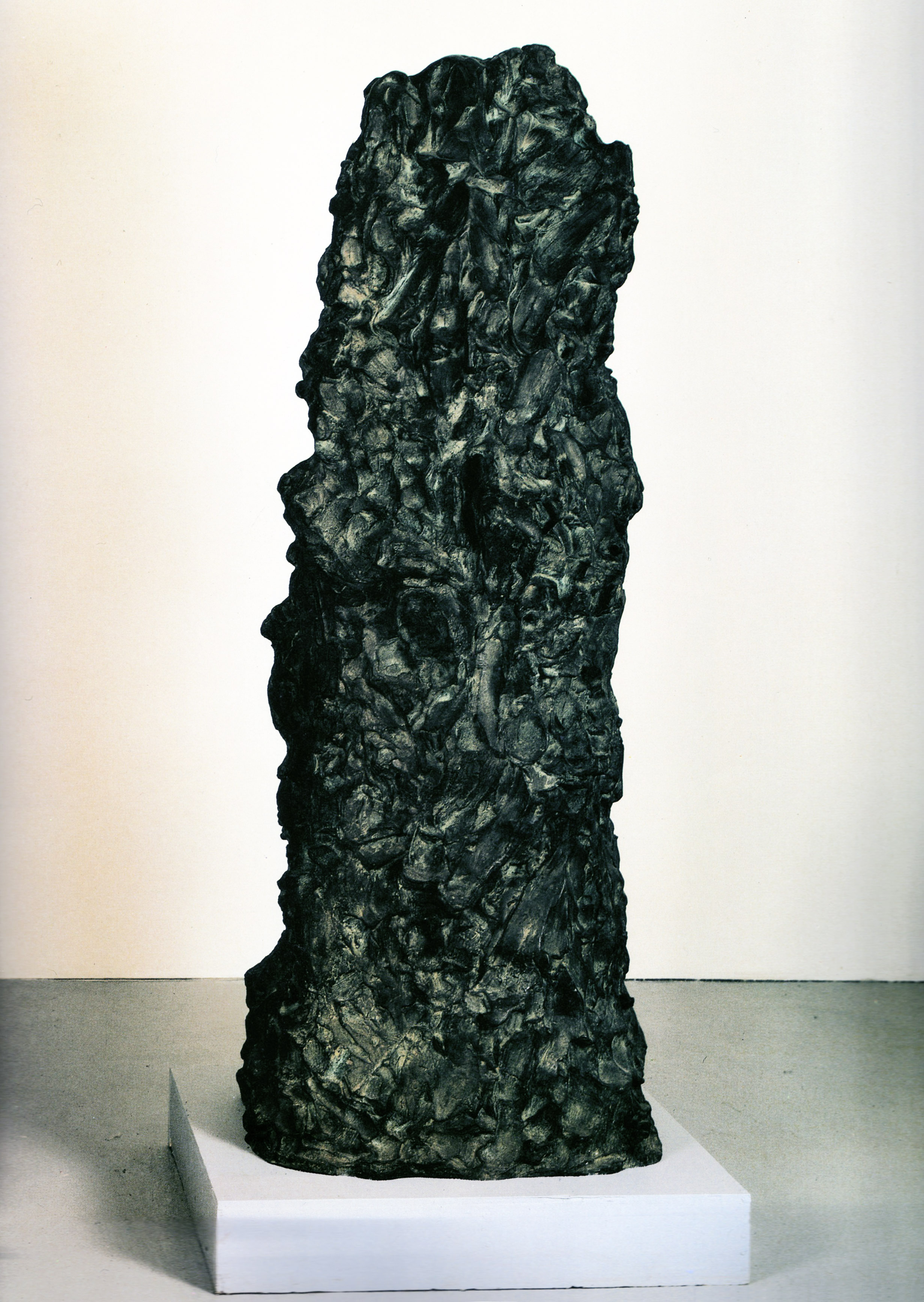
Nudité (1985)
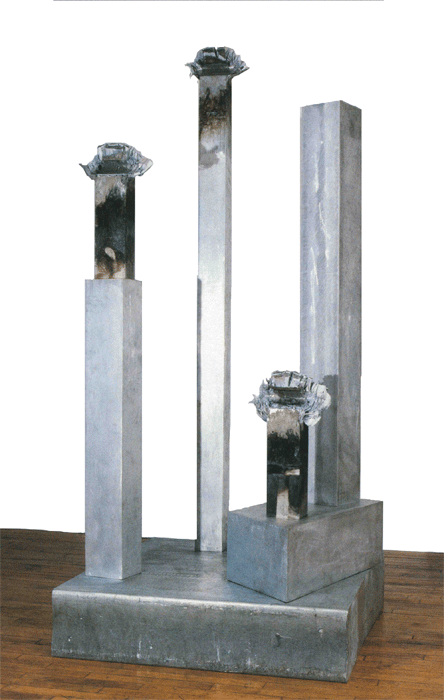
Symphonie (1988)
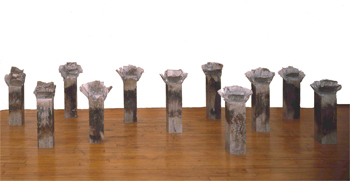
Oratorio (1988)
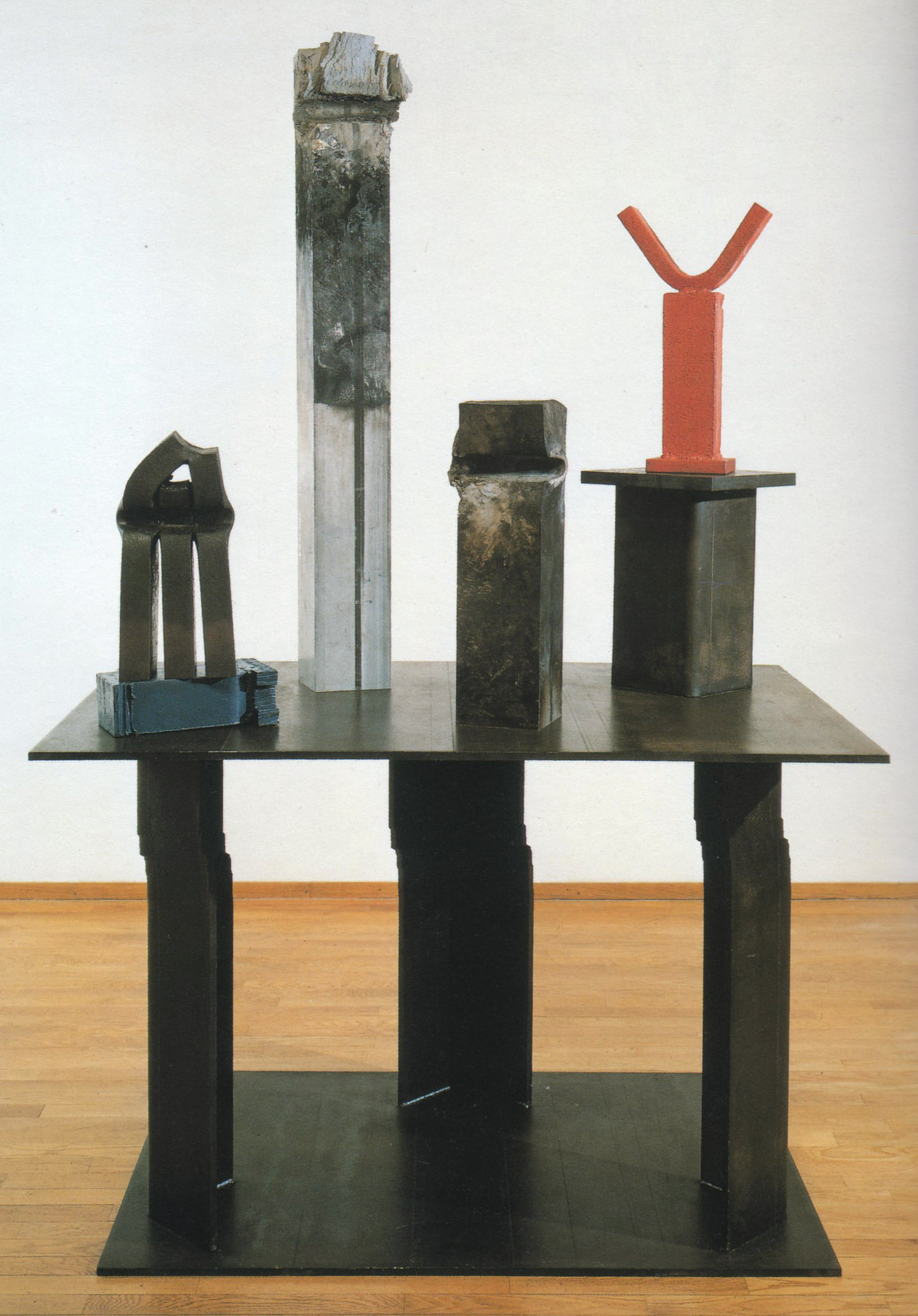
Générations (1989)
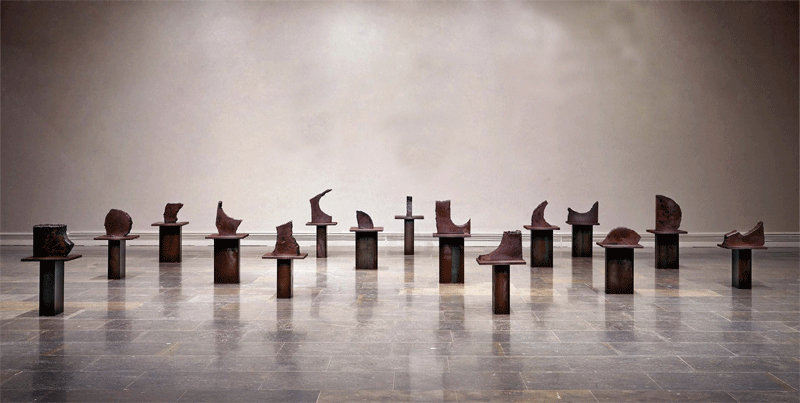
Commandement II (1991)

## Commandes publiques
- 1986 Grand Commandement Blanc, Jardin des Tuileries, Paris
- 1995 Black Sound, Art OMI, International Arts Center, Ghent, NY
- 1998 Water Letters, Musée de Grenoble, Grenoble
- 2000 Improvisation (Tellem), Université de Dijon, Dijon (installation permanente)
- 2002 Ascension, Abbaye de Montmajour, Arles
- 2007 Hommage à Charlie Parker, Avenue de France, Paris (installation permanente)
- 2011 Résistance, Grenoble (installation permanente)
- 2011 Geste de Résistance, Caen
- 2012 Rythmes d’Automne, Paris

## Collections (sélection)

### États-Unis
- Museum of Modern Art (New York, NY)
- The Morgan Library & Museum (New York, NY)
- Jewish Museum (New York, NY)
- Albright, Knox Art Gallery (Buffalo, NY)
- Aldrich Museum of Contemporary Art (Ridgefield, CT)
- Vogel Collection, Museum of Art Rhode Island School of Design (Providence, RI)
- Dallas Museum of Art (Dallas, TX)
- Nasher Fondation (Dallas, TX)

### France
- Centre Georges Pompidou / Musée National d'Art Moderne (Paris)
- Fonds National d'Art Contemporain (Paris)
- Fonds Régional d’Art Contemporain de Franche-Comté (Besançon)
- Fonds Régional d’Art Contemporain de Basse-Normandie (Caen)
- Fonds Régional d’Art Contemporain de Bretagne (Châteaugiron)
- Musée des Beaux-Arts (Angers)
- Musée Picasso (Antibes)
- Musée des Beaux-Arts (Caen)
- Musée de Grenoble (Grenoble)
- Musée d'Art Contemporain (Lyon)
- Musée d’Art Moderne (Saint-Étienne)
- Musée des Beaux-Arts (Valenciennes)

### Allemagne
- Lehmbruck Museum (Duisburg)
- Museum Ludwig (Cologne)

### Espagne
- Institut Valencià d'Art Modern, IVAM (Valencia)

## Distinctions
- Chevalier de la Légion d'honneur
- Officier de l'ordre des Arts et des Lettres

## Livres d'Alain Kirili
- Mémoires de sculpteur", collection écrits d’artistes, Ed. ENSBA, Paris, 2007.
- Dessins de David Smith: Un choix de Alain Kirili, Ed. ENSBA, Paris, 2003.
- Célébrations, Ed. Christian Bourgois, Paris, 1997.
- Sculpture et Jazz, Ed. Stock, Paris, 1996.
- Rodin, Dessins érotiques, Ed. Gallimard, Paris, 1987.
- Statuaire, Ed. Denoël, Paris, 1986.
- Alberto Giacometti, Plâtres peints, Ed. Maeght, Paris, 1984.
- Yoni-Lingam, Ed. Schellman & Kluser, Munich, 1982.